# Eugenia stylaris
Eugenia stylaris är en myrtenväxtart som beskrevs av Mcvaugh. Eugenia stylaris ingår i släktet Eugenia och familjen myrtenväxter. Inga underarter finns listade i Catalogue of Life.